# مرد (فیلم ۱۹۸۵)
مرد (انگلیسی: Mard) یک فیلم است که در سال ۱۹۸۵ منتشر شد. از بازیگران آن می‌توان به آمیتاب باچان، آمریتا سینگ، نیروپا روی، پرم چوپرا، و باب کریستو اشاره کرد.